# Brejo da Madre de Deus
Brejo da Madre de Deus là một đô thị thuộc bang Pernambuco, Brasil. Đô thị này có diện tích 762,088 km², dân số năm 2007 là 40528 người, mật độ 53,18 người/km².